# Breizacanthus chabaudi
Breizacanthus chabaudi is een soort haakworm uit het geslacht Breizacanthus. De worm behoort tot de familie Arhythmacanthidae. Breizacanthus chabaudi werd in 1969 beschreven door Golvan.